# Nicolás Naranjo
Pour les articles homonymes, voir Naranjo (homonymie).
Nicolás Naranjo (né le 10 juillet 1990 à San Juan et mort accidentellement le 12 septembre 2021) est un coureur cycliste argentin.

## Palmarès sur route

### Par année
- 2011
  - Vuelta a la Bebida :
    - Classement général
    - 1re et 2e (contre-la-montre) étapes

  - 2e du championnat d'Argentine sur route espoirs
- 2012
  - Gran Premio Clausura de San Juan
- 2013
  - Prologue du Giro del Sol San Juan
  - Gran Premio Ferretería
  - 2e étape de la Doble Chepes
  - 3e de Mendoza-San Juan
- 2014
  - Prologue, 1re et 2e étapes du Tour de San Juan
  - Gran Premio Ferretería
  - 2e étape de la Doble Chepes
- 2015
  - Circuito Azul
  - 6e étape du Tour de Mendoza
- 2016
  - Prologue du Tour de San Juan
  - Doble San Martín
  - 2e (contre-la-montre) et 3e étapes de la Vuelta a Valle Fértil
  - Gran Premio Rutas de Belén
  - Classement général de la Doble Media Agua
  - Doble Chepes :
    - Classement général
    - 1re et 3e étapes

  - Circuito Carlos Escudero
  - Vuelta a la Bebida :
    - Classement général
    - 1re étape

  - 2e du Giro del Sol San Juan
- 2017
  - Prologue du Giro del Sol San Juan (contre-la-montre par équipes)
  - 1re, 2e, 4e et 7eb étapes de la Doble Bragado
  - Gran Premio Clausura de San Juan
  - 3e étape du Grand Prix de la ville de Río Tercero
  - Circuito Interlagos
  - 3e étape de la Doble Chepes
  - Doble Difunta Correa
  - 2e de la Doble Chepes
  - 3e de la Doble Bragado
  - 3e de Mendoza-San Juan
  - 3e du Grand Prix de la ville de Río Tercero
- 2018
  - Giro del Sol San Juan :
    - Classement général
    - Prologue, 4e (contre-la-montre) et 5e étapes

  - 1re étape du 100° Aniversario Ciudad de Allén
  - 1re et 3e étapes de la Vuelta al Valle
  - 2e étape de la Doble Calingasta
  - 2e étape de la Vuelta a la Bebida
  - 2e de la Vuelta al Valle
- 2019
  - Giro del Sol San Juan :
    - Classement général
    - 1re et 4e étapes

  - 1re, 3e, 4e, 5e et 10e étapes du Tour d'Uruguay
  - 1re étape de la Vuelta a Misiones
  - Grand Prix de la ville de Chivilcoy
  - Doble Cerrillo
  - 2e étape de la Doble San Francisco-Miramar
  - 2e du championnat d'Argentine sur route
  - 3e de la Doble San Francisco-Miramar
- 2020
  - Giro del Sol San Juan :
    - Classement général
    - Prologue et 3e étape
- 2021
  - Prologue, 1re, 3e et 6e étapes du Tour de Mendoza
  - 3e du championnat d'Argentine sur route
  - 3e de la Doble Difunta Correa

### Classements mondiaux
| Année                                 | 2017  | 2018  | 2019  | 2020  |
| ------------------------------------- | ----- | ----- | ----- | ----- |
| Classement mondial                    | 1651e | 2682e | 1054e | 1453e |
| UCI America Tour                      | 189e  | 383e  | 135e  | 129e  |
|                                       |       |       |       |       |
| Légende : nc = non classéSource : UCI |       |       |       |       |

## Palmarès sur piste

### Championnats nationaux
- 2008
  - 3e du championnat d'Argentine de l'américaine juniors
- 2014
  -  Champion d'Argentine de course aux points